# リュー・チェン
劉謙（リュー・チェン、1976年6月25日 - ）は、台湾出身のマジシャン。血液型O型。
マジシャン・オブ・ザ・イヤー2011受賞者。『マジックマガジン』2011年6月号の表紙を飾った。台湾、中国大陸、日本など世界各地で活躍している。

## 経歴
7歳の時にデパートのマジックディーラーブースでマジックを見たのがきっかけでマジックに興味を持つ。12歳の時にデビッド・カッパーフィールドが審査員を務めた台湾ジュニアマジック大会で優勝した。
東呉大学日本語学科卒業。2001年に上海国際マジック・フェスティバルで銀賞、2003年にワールドマジックセミナーASIAでグランプリ受賞。「奇術の殿堂」と呼ばれるハリウッドのマジックキャッスルに出演歴がある。
2005年には、東京・銀座の博品館劇場で開催された「Mr.マリック超魔術団 旗揚げ公演 MIRACLE DREAM」にカズ・カタヤマ、内田貴光らと共に出演した。
2009年、2010年、2012年、2013年、2019年には、日本の紅白歌合戦に相当する中国大陸の年越しイベント「中国中央電視台春節聯歓晩会」に出演した。
2011年、アメリカのラスベガスで独自のステージパフォーマンスを行った最初のアジア人マジシャンとなった。

## テレビ出演
日本
- 「たけしの誰でもピカソ」（テレビ東京）
- 「今夜あなたが奇跡の目撃者 天空の魔術師リューチェン降臨 アジアの新星・衝撃の四次元マジック」（BSフジ）
- TV☆Lab「リュー・チェン 魅惑のストリートマジック」（BSフジ）
- ニューカマーズ「超奇魔術 リュー・チェン 日本初上陸!」（フジテレビ、2008年10月28日）
- 「人気番組に挑戦状!アジア最強マジシャンリュー・チェン奇跡の瞬間44連発SP」（フジテレビ、2008年12月22日）
- 「志村けんのバカ殿様 初笑い!時代劇スペシャル」（フジテレビ、2010年1月7日）
- 「土曜α・新ドラマキャストの挑戦!!～アジア最強マジシャンのトリックを見破れ」（フジテレビ、2010年7月10日）
- 「カスペ!今夜解禁!マジックのタネここまで見せるかSP」（フジテレビ、2012年3月13日）

## 著書
- 『啊!敗給魔術!』（《魔法诱惑》1）（2005年、ISBN 9867323181）
- 『啊!敗給魔術!Part 2』（《魔法诱惑》2）（2005年、ISBN 9867323629）
- 『劉謙的魔法簽証』（2006年、ISBN 9867088875）
- 『男人必学的魔術：30個魔術・譲你宅男変型男』（2008年、ISBN 9789861851983）

## DVD
- 『Close Up!Up!Up!』（カードマジック）(中国語名『近近景近景』）
- 『魔幻大硬幣』　（コインマジック）
- 『2005年第15回SAM世界マジックシンポジウム埼玉大会レクチャー』　（ステージマジック）

## 映画
- 『マイ・キングダム』（大武生）出演: ウー・ズン, ハンギョン, バービィー・スー,リューチェン